# Arhopala siberuta
Arhopala siberuta är en fjärilsart som beskrevs av Corbet 1941. Arhopala siberuta ingår i släktet Arhopala och familjen juvelvingar. Inga underarter finns listade i Catalogue of Life.